# Scholastes palmyra
Scholastes palmyra är en tvåvingeart som beskrevs av Charles Howard Curran 1936. Scholastes palmyra ingår i släktet Scholastes och familjen bredmunsflugor. Inga underarter finns listade i Catalogue of Life.